# Фристайл (парашютизм)
Фристайл (англ. Freestyle FS) — одна из разновидностей (дисциплин) парашютного спорта.
Фактически являет собой "высотный балет" в воздухе.
Во время свободного падения парашютист выполняет сложнокоординированные движения, вращение в произвольных плоскостях и осях, в самых разнообразных позах. Каждое движение выполняется только с опорой на набегающий поток воздуха, что открывает перед спортсменами широкие возможности для импровизации и самовыражения. Поэтому воздушный фристайл пользуется популярностью у парашютистов, имеющих опыт художественной гимнастики или хореографическую подготовку.
Как правило, целью является эстетика и красота движений, поэтому такие прыжки часто сопровождаются видеосъёмкой, выполняемой воздушным оператором. Одновременно в прыжке могут участвовать несколько человек.
Разновидность воздушного фристайла - Vertical Relative Work (VRW).